# Conops quadrifasciatus
Espèce
Synonymes
- Conops quadrifasciata De Geer, 1776[1]
- Conops terminata Macquart, 1834[1]
- Conops quadrifasciatus Deg. var. triangulifer Szil. Szilády, 1925[1]
- Conops quadrifasciatus Deg. var. luteitarsis Wengenmayr, 1931[1]

Conops quadrifasciatus, le Conops à quatre bandes est une espèce d'insectes diptères de la famille des Conopidae et du genre Conops. C. flavipes est un parasitoïde solitaire, principalement européen, dont la larve est endoparasite d'hyménoptères et spécifiquement de Bourdons.

## Description
Conops quadrifasciatus mesure de 8 à 13 mm de long. Le front, l'occiput et le thorax sont brun noir, l'abdomen et le scutellum sont plutôt noir. L'abdomen porte une bande jaune sur chacun des quatre premiers segments. Les antennes sont noires, la face jaune aux reflets dorés. La trompe est brunâtre sur sa base, puis noire et mesure environ une fois et demie le diamètre de la tête. Le thorax présente deux bosses jaunes à l'avant et des flancs brillants. Des rayures argentées apparaissent lorsqu'on l'examine avec un éclairage changeant. Les pattes sont jaune-brun. La femelle diffère du mâle par un physique plus mince et par une petite theca jaune. C. quadrifasciatus peut être confondue avec Conops ceriaeformis. La femelle de cette dernière se distingue par des pattes fauves et une theca brune à noirâtre. Le mâle, quant à lui, a un abdomen plus gonflé. Tous deux ont des fémurs moyen et postérieur épaissis avec un anneau noirâtre vers le milieu, plus large chez la femelle,,.

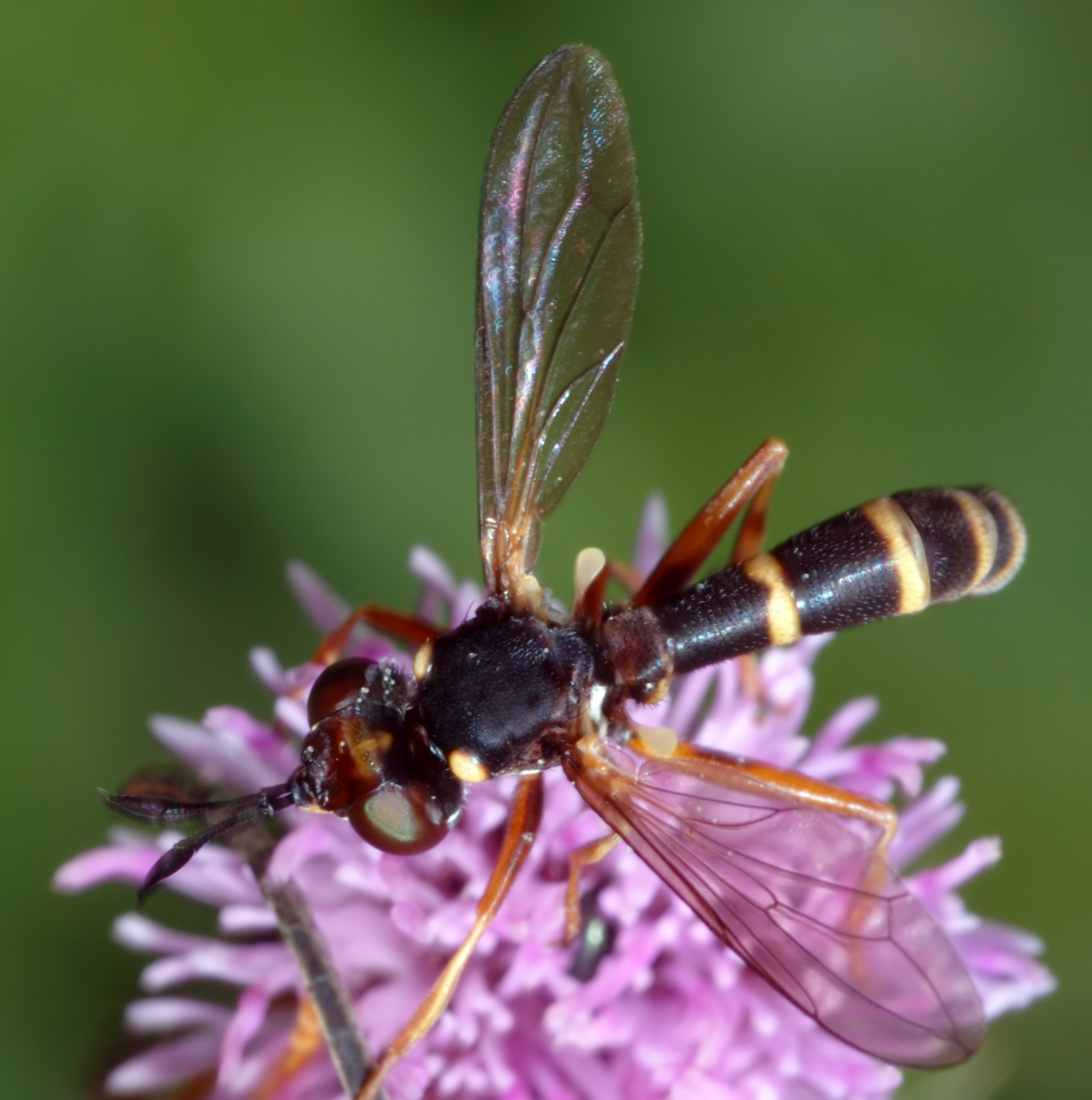
Conops quadrifasciatus, vue du dessus
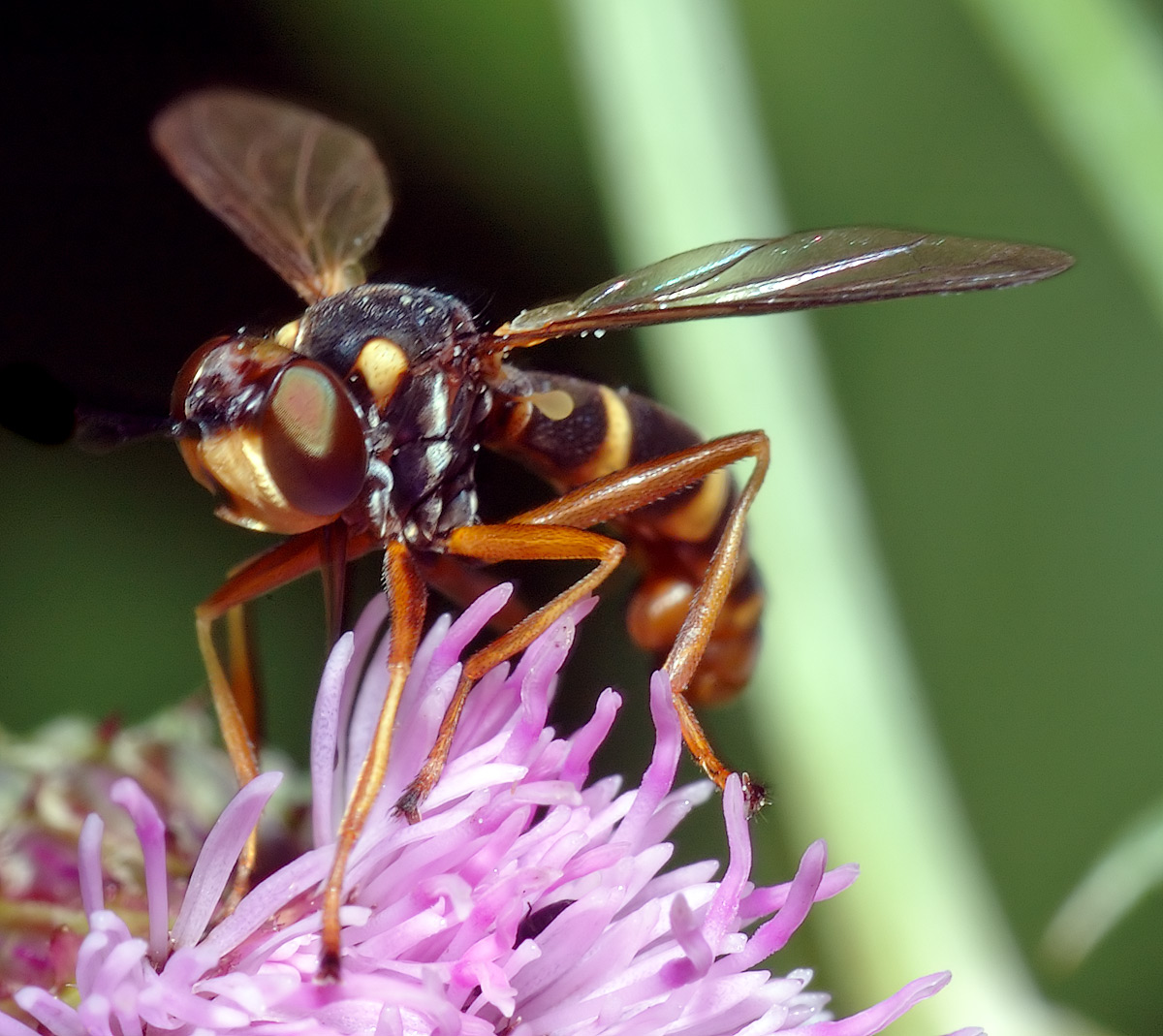
Conops quadrifasciatus, vue de face
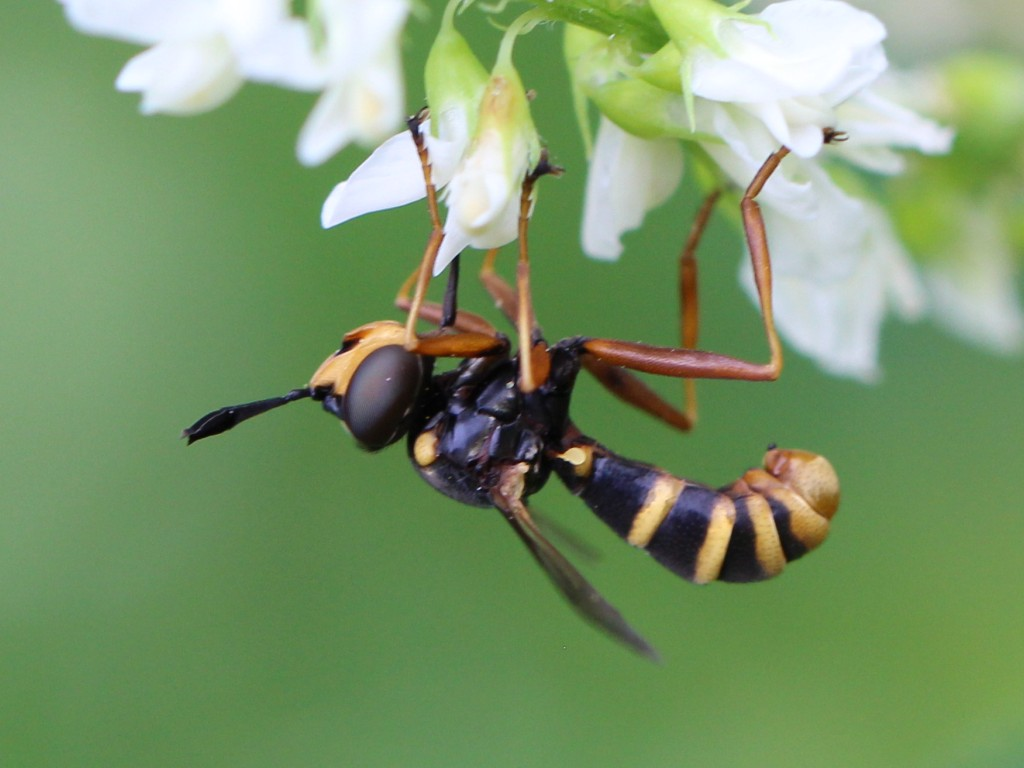
Mâle Conops quadrifasciatus (Lettonie)
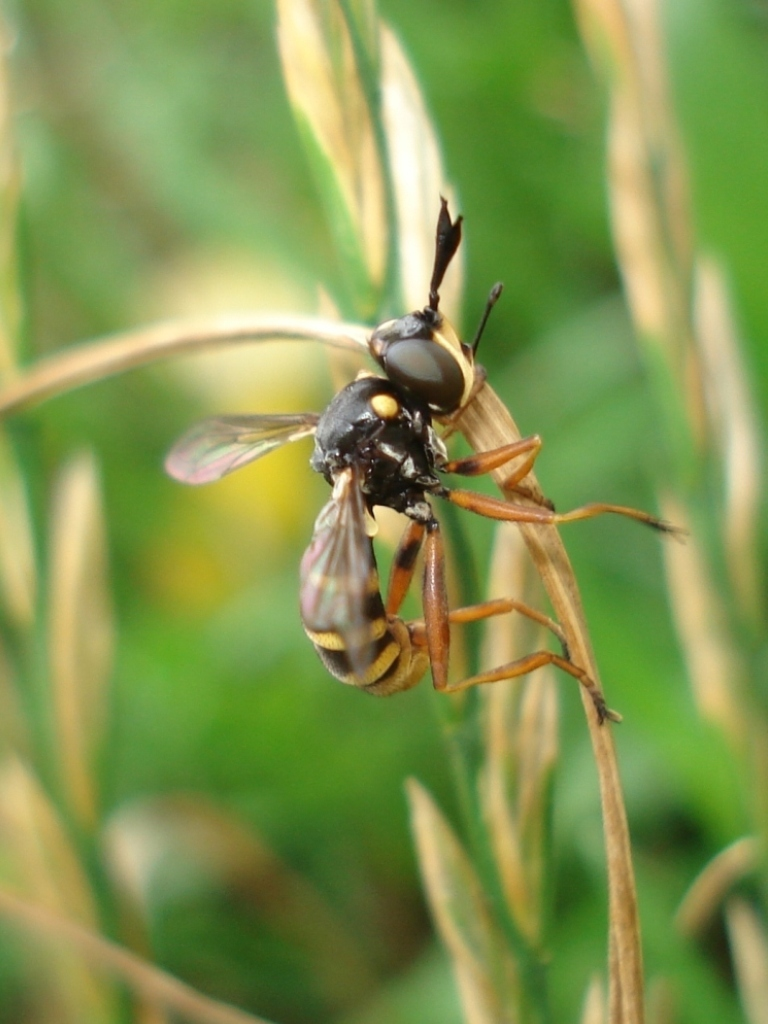
Mâle Conops ceriaeformis, noter l'anneau noirâtre aux pattes

## Éthologie et distribution
Les imagos de Conops quadrifasciatus, floricoles se nourrisant exclusivement de nectar, sont visibles de juin à septembre. Ils affectionnent particulièrement les Lamiaceae, les Apiaceae, les Cirsium et les Valeriana. À l'instar de ses consœurs de la famille Conopidae, C. quadrifasciatus est un parasitoïde solitaire dont les larves sont endoparasites d'hyménoptères. Cette espèce affectionne principalement les Bourdons dont Bombus lapidarius et Bombus terrestris ainsi que quelques Vespidae.
Conops quadrifasciatus est présente sur l'ensemble de l'Europe ainsi qu'en Asie de l'Ouest,.